# 能勢秀幸
能勢 秀幸（のせ ひでゆき、1954年6月13日 - ）は、日本の銀行家。SBJ銀行監査役。大東銀行社長、新生信託銀行社長等を歴任した。

## 人物・来歴
2003年、プロパーである高橋清幸が大東銀行頭取に就任するも、5期連続の赤字と、2期連続の無配に至り、在任1年で蓮佛宗宏会長とともに引責辞任した。このため、蓮佛と同様大蔵省出身で東北財務局長等を経て、専務に就任していた佐藤武が同行トップに就任する。
佐藤は、相互銀行時代の精神にたち返るため、その象徴として、就任と同時に頭取の呼称を社長に変更。不良債権処理の目処をつけ、2005年3月期の決算は6期ぶりに黒字の計上となった。そして、更なる経営改革を新生銀行グループから招聘し専務に就任していた能勢に委ねることとし、在任1年で退任した。
頭取在任時には、収益構造の安定化に努め、在任5年で退任した。

## 略歴
- 福島県立磐城高等学校卒業。
- 1978年 - 東京大学法学部卒業後、日本長期信用銀行入行。東京第一営業部長等を歴任する[3]。
- 2000年 - 新生信託銀行取締役企画部長委嘱。
- 2001年 - 同常務取締役企画部長委嘱。
- 2002年 - 同社長就任。
- 2004年 - 大東銀行入行、専務取締役就任[3]。
- 2005年 - 同社長就任[3]。
- 2010年
  - 6月25日 - 任期満了に伴い、社長退任。
  - 9月1日 - SBJ銀行常任監査役就任[4]。